# Codakia orbicularis
La almeja blanca (Codakia orbicularis), es una almeja originalmente descrita como Lucina orbicularis, que pertenece a la familia Lucinidae1.

## Clasificación y descripción
Tiene la concha de color rosado y de forma orbicular. El tamaño de los organismos adultos oscila entre 6 y 8 cm de largo. Las conchas están ornamentadas con numerosas costillas radiales, estrechas y cruzadas por elevadas líneas de crecimiento, dando una apariencia cuadriculada o reticular. Lúnula pequeña en forma de corazón. Charnela con dientes grandes y sólidos. Interior de la concha blanco o rosado, en ocasiones con una franja de color rosa en el borde de la valva. Línea paleal simple, con dos impresiones musculares, sin seno paleal2. Esta especie realiza endosimbiosis con bacterias en sus filamentos branquiales3. Codakia orbicularis es un bivalvo dioico, es decir, aquella en la que hay individuos machos e individuos hembras. Poseen una larva velígera y la metamorfosis ocurre aproximadamente 16 días después de la fertilización. El desarrollo de la larva se puede describir como lecitotrófico4.

## Distribución
La especie se distribuye desde Carolina del Norte a Florida, Golfo de México desde Texas hasta Yucatán, Costa Rica, Brasil2. En las Antillas es encontrada en aglomeraciones densas3.

## Ambiente
Vive en aguas someras con fondos de arena o lodo con pastos marinos4.

## Estado de Conservación
Hasta el momento en México no se encuentra en ninguna categoría de protección, ni en la Lista Roja de la IUCN (International Union for Conservation of Nature) ni en CITES (Convención sobre el Comercio Internacional de Especies Amenazadas de Fauna y Flora Silvestres).